# 조정민 (가수)
조정민(曺廷旼, 1986년 6월 26일~)은 대한민국의 가수, 배우, 싱어송라이터.

## 개요
2009년 조아(Joah)라는 예명으로 정규앨범 《점 점 점》을 발표하며 트로트 가수로 데뷔 했으나 6개월 만에 활동을 중지했다. 이후 2014년 본명인 조정민으로 가요계에 복귀하면서 트로트 가수로 활동을 재개했다. '광진구 고소영', '군통령'이라는 별칭도 있다. 2018년 부터는 일본에서 엔카 등을 부르고 있다. 2022년 현재 자신의 전공인 피아노를 연주하며 노래하는 무대에 자주 오르고 있으며, 작사, 작곡 및 트로트와 타 장르를 혼합하는 편곡 작업도 하고 있다. 또 영화, 뮤지컬 배우로도 활동하고 있다. 잡지 및 광고모델로도 활동하고 있다.
가수 장윤정의 노래에 이끌려 트로트에 관심을 갖게 됐고, 피아노를 치며 트로트를 부르는 가수 심수봉의 모습에 반해 심수봉처럼 싱어송라이터로써 '트로트계의 베토벤'이 되고싶다고 한다.

## 생애
조정민은 1986년 6월 26일 서울시 광진구에서 출생했다. 개신교 목사인 어머니가 가수가 되려면 피아노를 잘 해야한다고 해서 어려서 부터 피아노를 배웠다. 고등학교에 진학할 때도 피아노를 전공으로 선택했다. 피아니스트 및 R&B 가수를 꿈꾸며 예술대학 피아노전공에 입학했으나, 23살이 되던 대학교 2학년 때 아버지가 심장마비로 갑작스럽게 세상을 떠나면서 어머니를 대신해 음악학원이나 카페에서 피아노를 치며 생계를 도왔고 그러면서 피아니스트의 꿈은 멀어져갔다. 생계와 휴학, 복학을 반복하며 8년만에 대학을 졸업했다. 이때 장윤정이 등장하며 트로트 붐이 일자 자연스럽게 트로트에 관심을 갖게 되었고 발라드 보다는 트로트에 더 매력을 느꼈다. 그래서 가세를 일으켜 세우기 위해 2009년 조아(Joah)라는 예명으로 트로트 가수로 전격 데뷔했다.

## 데뷔
2009년 9월 8일 조아(Joah)라는 예명으로 정규앨범 《점 점 점》을 발매하며 트로트 가수로 데뷔했지만 6개월만에 활동을 중지했다. 이후 2014년에 복귀하면서 본명인 조정민으로 2014년 12월 10일 EP 《Be My Love》를 발매하며 정식 데뷔했다.

## 앨범

### 정규
- 2009.09.08. 조아(Joah) 1집 《점 점 점》 수록곡 〈차이나 타운〉,〈점 점 점〉, 〈전화〉, 〈어떡하라구〉, 〈점 점 점 (Remix)〉, 〈어떡하라구 (Remix)〉 (장르: 트로트, 발매사: RIAK,  기획사: (주)키타코리아)[10][11]
- 2025.06.16. 정규 《딜레마 (Dilemma)》 수록곡 〈새드무비 (Sad Movie)〉(작사: 김진룡, 작곡: 김진룡, 편곡: 송태호), 〈가지지 못한 사랑〉(작사: 김병걸, 작곡:조정민, 편곡: 유재준), 〈바람편지〉(작사: 김병걸, 작곡:장주원, 편곡: 유재준), 〈새드무비 (Sad Movie) (어쿠스틱 Ver.)〉(작사: 김진룡, 작곡: 김진룡, 편곡: 송태호/유재준)(장르: 트로트, 유통사: RIAK, 기획사:루체엔터테인먼트)[12]

### 싱글, EP
- 2014.12.10. EP 《Be My Love》 수록곡 〈곰탱이〉,〈하루가〉,〈곰탱이 (Polka Ver.)〉 (장르:트로트, 발매사: (주)지니뮤직, 기획사: 벤자민 엔터테인먼트)
- 2015.05.27. 싱글 《조정민 Digital Single (Sway)》 수록곡 〈살랑살랑〉,〈살랑살랑 (Nu Jazz Ver.)〉 (장르:트로트, 발매사: Dreamus, 기획사: Beyond Music)
- 2016.02.17. EP 《Superman》 수록곡 〈슈퍼맨〉,〈그런 여자〉,〈별 하나 별 둘〉 (장르:트로트, 발매사: Dreamus, 기획사: Beyond Music)
- 2018.07.20. EP 《식사하셨어요》 수록곡 〈식사하셨어요〉,〈안단테 (Andante)〉,〈식사하셨어요 (Piano Ver.)〉 (장르:트로트, 발매사: (주)오감엔터테인먼트, 기획사: 루체엔터테인먼트(주))
- 2019.04.24. EP 《Drama》 수록곡 〈레디 큐 (Ready Q)〉,〈차올라 (Holy night)〉,〈Kiss me〉,〈Goodbye〉,〈사랑 꽃 (Flower)〉 (장르:트로트, 발매사: (주)오감엔터테인먼트, 기획사: 루체엔터테인먼트(주))
- 2020.08.19. 싱글 《내꺼해줘요》 수록곡 〈내꺼해줘요〉 (장르:트로트, 발매사: 카카오엔터테인먼트, 기획사: 주식회사씨에스해피엔터테인먼트)
- 2021.11.23. 싱글 《오래 있어줘》 조정민X아크, 수록곡 〈오래 있어줘〉 (장르:알앤비, 발매사: 2%엔터테인먼트, 기획사: 주식회사 아크)
- 2022.01.27. 싱글 《발목을 잡지마》 수록곡 〈발목을 잡지마〉 (장르:트로트, 발매사: (주)프로시마뮤직엔터테인먼트, 기획사: 더블비 뮤직)
- 2022.11.03. 싱글 《평행선》 수록곡 〈평행선〉 (장르:트로트, 작사: 김현진, 작곡: 송광호, 편곡: 유재준, 발매사: RIAK, 기획사: 루체엔터테이먼트)
- 2022.12.26. EP 《End, And》 수록곡 〈왜 가〉(작곡/편곡:김호남, 작사:김영락),〈부치지 못할 편지〉(작곡/편곡:김호남, 작사:조정민),〈없던 사랑〉(작사/작곡:조정민, 편곡:조정민/유재준) (장르:정통트로트/발라드트로트, 발매사:RIAK, 기획사:루체엔터테이먼트)
- 2023.05.03. EP 《A Tempo》수록곡 〈타이밍〉(작사:이건우, 작곡:차태일, 편곡:남기연),〈내게로 와〉(작사:설운도/조정민, 작곡:설운도, 편곡:박광복) (장르:댄스트로트, 발매사:RIAK, 기획사:루체엔터테이먼트)

### OST
- 2016.04.30. 《가화만사성 OST Part.5》 수록곡 〈달콤한 인생〉 (장르: 드라마/트로트, 발매사: (주)지니뮤직, 기획사: (주)스타엔트리엔터테인먼트)
- 2016.08.13.  《가화만사성 OST》 수록곡 〈달콤한 인생〉 (장르: 드라마/발라드/록, 발매사: (주)지니뮤직, 기획사: (주)스타엔트리엔터테인먼트)

### 컴필레이션(옴니버스)
- 2015.02.28. 《불후의 명곡 - 전설을 노래하다 (김수희 편)》 수록곡 〈정거장〉 (장르: 발라드/댄스/록, 발매사: 카카오엔터테인먼트, 기획사: 한국방송공사)
- 2015.04.18. 《불후의 명곡 - 전설을 노래하다 (박성훈&박현진 2편)》 수록곡 〈사랑은 나비인가 봐〉 (장르: 발라드/댄스/록, 발매사: 카카오엔터테인먼트, 기획사: 한국방송공사)
- 2015.09.12. 《불후의 명곡 - 전설을 노래하다 (주영훈 1편)》 수록곡 〈Festival〉 (장르: 발라드/댄스/록, 발매사: 카카오엔터테인먼트, 기획사: 한국방송공사)
- 2015.12.20. 《복면가왕 38회》 수록곡 〈날 떠나지마 (팔등신 루돌프)〉 (장르: 발라드/댄스/록, 발매사: 주식회사 블렌딩, 기획사: MBC)
- 2020.02.06. 《[나는 트로트 가수다] Part1》 수록곡 〈서울탱고〉 (장르: 트로트, 발매사: 카카오엔터테인먼트, 기획사: 엠비씨플러스)
- 2020.02.13. 《[나는 트로트 가수다] Part2》 수록곡 〈백만송이 장미〉 (장르: 트로트, 발매사: 카카오엔터테인먼트, 기획사: 엠비씨플러스)
- 2020.08.08. 《불후의 명곡 – 전설을 노래하다 (작사가 김이나 편)》 수록곡 〈Abracadabra〉 (장르: 발라드/댄스, 발매사: 카카오엔터테인먼트, 기획사: 한국방송공사)
- 2020.10.16. 《사랑의 콜센타 PART27〉 수록곡 〈노래하며 춤추며〉 (장르: 트로트, 발매사: 카카오엔터테인먼트, 기획사: TV CHOSUN/㈜쇼플레이)
- 2020.10.17. 《불후의 명곡 – 전설을 노래하다 (트롯 남녀 대전 특집)》 수록곡 〈미워요〉 (장르: 트로트, 발매사: 카카오엔터테인먼트, 기획사: 한국방송공사)
- 2020.11.28. 《불후의 명곡 - 트롯 전국체전 특집 2부》 수록곡 〈아모르파티〉 (장르: 트로트, 발매사: 카카오엔터테인먼트, 기획사: 한국방송공사)
- 2021.04.17. 《불후의 명곡 - 트롯 전국체전 코치 선수 대항전 1부》 수록곡 〈10 MINUTES〉 (장르: 트로트, 발매사: 카카오엔터테인먼트, 기획사: 한국방송공사)

## 연예 활동
- 2009년 조아(Joah)라는 예명으로 정규앨범 《점 점 점》을 발표하며 트로트 가수로 데뷔 후 6개월 만에 활동을 중지했다.

- 2012년 OCN 드라마 《HERO》의 사운드트랙에 참가해 R&B 가수로 재기하려고 했으나 솔로 앨범 제작이 좌절됐다.

- 2014년 3월 음악프로그램 《트로트X》에서 장윤정의 〈꽃〉을 발라드로 편곡해 노래해서 주목을 받았다.

- 2014년 12월 10일 EP 앨범《Be My Love》를 발표하면서 트로트 가수로 복귀하였다.

- 트로트X라는 프로그램을 통해 '광진구 고소영'이라는 애칭을 얻었으며 이를 계기로 광진 경찰서와 인연이 닿아 광진 경찰서에 명예 홍보대사로 위촉받게 되었다.[13]

- 2018년 4월 18일, 나카무라 야스시(中村泰士) 작사・작곡・프로듀스의 〈아파〉로 일본에서도 데뷔했다. 커플링 곡 〈レディース ハウス(白抜きハート記号)心へ(Lady's House Heart)〉가 간사이TV 《치하라 주니어의 좌왕(千原ジュニアの座王)》 4월 엔딩·테마에 사용됐다.

- 뮤지컬 《볼륨업》 - 2022년 5월 ~ 2023년 1월 동안 두 시즌에 걸쳐 무대에 올려진 이 작품은 가수 홍경민이 직접 기획과 극본을 맡았으며, "각 자의 상처와 문제를 가진 여섯 명의 청춘들이 라이브 클럽에 모이며 하나의 하모니를 이루는 내용"이다.[14] 조정민은 "클래식을 전공한 여자가 피아노 치면서 노래를 하고 싶어 하는데 엄마가 너무 반대"하는[15] 이야기가 자신의 오마주처럼 다가왔다며 정채은 역할을 맡았다. "채은이의 꿈에 대해서 이야기할 때 또 사랑에 빠지는 모습"을[16] 모티브로 한 조정민의 자작곡 2곡도 조정민이 직접 무대에서 불렀다.

- 2022년 12월 26일 EP앨범 《End, And》을 발매했다.  타이틀곡 〈왜 가〉는 〈수은등〉을 작곡한 김호남이 조정민에게 선물한 정통트로트곡이다.그 동안 '퍼포먼스 퀸'의 면모를 보여줬던 조정민이 이번엔 정통트로트에 도전해 싱어송라이터로 자리매김하며 이번 EP앨범에서 본인이 직접 작사, 작곡은 물론 편곡, 세션까지 책임진 노래 〈없던 사랑〉을 공개하며 다시 한번 실력 발휘를 했다.[17]

## 방송(TV)
- 2015년, 2020년 MBC 《미스터리 음악쇼 복면가왕》, 8등신 루돌프 / 나를 믿어주길 바래~ / I'm your 가왕 S.E.S
- 2016년 JTBC 《아는 형님》, 출연||추석특집 41~42회
- 2018년 MBC sports+ 《7전 8큐 시즌 1》,고정게스트
- 2018년 MBC sports+ 《7전 8큐 시즌 2》,고정게스트
- 2019년 스크린골프존tv 《정민아 골프치자》, 메인 MC
- 2019년 OBS경인방송 《뮤직탱크》, 메인 MC, 군장병위문공연
- 2019년 MBC충북 《더 트로트》, 메인 MC
- 2020년 KBS 2TV 《신상출시 편스토랑》, 29회부터 고정 출연
- 2020년 TV조선 《신청곡을 불러드립니다 - 사랑의 콜센타》 27회, 게스트

- 2014.12.09. MBC 《가요시대》 초대가수 <곰탱이>
- 2019.05.19. SBS 《인기가요》 초대가수 <레디 큐>
- 2019.09.16. 국방TV  《위문열차》 '육군 제20기계화보병사단' - 초대가수 <레디 큐>
- 2020.02.12. MBC every1 《나는 트로트 가수다》 게스트 <백만송이 장미>
- 2020.07.26. KBS 1TV 《전국노래자랑》 초대가수 <레디 큐>
- 2020.11.21. KBS 2TV 《불후의 명곡 - 전설을 노래하다》 482회 '트롯 전국체전 특집' 1부
- 2020.11.28. KBS 2TV 《불후의 명곡 - 전설을 노래하다》 483회 '트롯 전국체전 특집' 2부
- 2020.12.05. ~ 2021.02.20. KBS 2TV 《트롯 전국체전》 경상지역 코치, 고정출연, 총 12회
- 2020.12.11. MBN 《인생앨범 - 예스터데이》 5회 '최성수 인생앨범', 게스트 <빗물>
- 2021.03.20. KBS 2TV 《트롯 전국체전》 갈라쇼 2회, 컬래버레이션 <보고싶은 얼굴> 조정민 & 한강
- 2021.04.28. SBS FIL, MTV 《더 트롯쇼(The 트롯SHOW)》 5회, 게스트 <레디 큐>
- 2021.05.19. SBS FIL, MTV 《더 트롯쇼(The 트롯SHOW)》 8회, 게스트 <빨간 립스틱>, <여자 여자 여자> 설운도 & 조정민
- 2021.05.26. KBS 2TV 《트롯 매직유랑단》 9회 <사랑은 차가운 유혹>(양수경)
- 2021.11.29. SBS F!L, MTV 《더 트롯쇼(THE 트롯SHOW)》 37회 ,〈레디 큐〉
- 2022.03.21. SBS F!L, MTV 《더 트롯쇼(THE 트롯SHOW)》 42회 '신곡 맛집, 이 곡 어때?', 〈발목을 잡지마〉
- 2022.04.04. SBS F!L, MTV 《더 트롯쇼(THE 트롯SHOW)》 44회, 〈발목을 잡지마〉
- 2022.06.07. TV조선 《화요일은 밤이 좋아》 27회, 〈얄미운 사람〉,〈짠짜라〉,〈발목을 잡지마〉
- 2022.08.14. LIVE. ON 《트로트&7080 공연》 생중계, 인터뷰,〈발목을 잡지마〉
- 2022.09.07. MBN 《우리들의 트로트》 1회
- 2023.03.13. SBS F!L, MTV 《더 트롯쇼(THE 트롯SHOW)》 77회,〈평행선〉
- 2023.04.25. MBN 《불타는 장미단》 4회  '3R 장미 전쟁',〈레디 큐〉,〈곰탱이〉조정민X에녹
- 2023.05.06. MBC 《쇼! 음악중심》 807회, 〈타이밍〉
- 2023.04.24. SBS F!L, MTV 《더 트롯쇼(THE 트롯SHOW)》 84회,〈타이밍〉
- 2023.07.17. SBS F!L, MTV 《더 트롯쇼(THE 트롯SHOW)》 91회,〈타이밍〉
- 2023.10.28. MBC ON 《트롯챔피언》EP.28,〈평행선+내게로 와〉
- 2023.11.28~ MBN 《현역가왕》

#### <MBC 가요베스트>
- 2018.01.29. MBC 《가요베스트》 564회 진주1부 - 초대가수 <하루가>
- 2018.03.17. MBC 《가요베스트》 570회 기장1부 - 초대가수 <하루가>
- 2018.06.02. MBC 《가요베스트》 581회 통영2부 - MC, 초대가수 <하루가>
- 2019.01.04. MBC 《가요베스트》 611회 목포1부 - 초대가수 <식사하셨어요?>
- 2019.04.24. MBC 《가요베스트》 628회 영월 2부 - 초대가수 <식사하셨어요?>
- 2019.06.19. MBC 《가요베스트》 636회 태안2부 - 초대가수 <레디 큐>
- 2019.07.10. MBC 《가요베스트》 640회 영동2부 - 초대가수 <레디 큐>
- 2019.08.10. MBC 《가요베스트》 644회 부산2부 - 초대가수 <레디 큐>
- 2019.08.16. MBC 《가요베스트》 645회 진천1부 - 초대가수 <레디 큐>
- 2019.09.08. MBC 《가요베스트》 651회 대구2부 - 초대가수 <레디 큐>
- 2019.10.12. MBC 《가요베스트》 653회 경남산청 - 초대가수 <레디 큐>
- 2019.11.02. MBC 《가요베스트》 656회 평창 - 초대가수 <레디 큐>
- 2019.12.23. MBC 《가요베스트》 662회 부산 기장2부 - 초대가수 <레디 큐>
- 2020.01.03. MBC 《가요베스트》 664회 부산2부 - 초대가수 <레디 큐>
- 2020.03.07. MBC 《가요베스트》 674회 영월1부 - 초대가수 <레디 큐>

#### KBS 1TV <가요무대>
- 2015.02.09. KBS 1TV 《가요무대》 초대가수 <분홍 립스틱>
- 2015.03.09. KBS 1TV 《가요무대》 초대가수 <보고싶은 얼굴>
- 2015.03.23. KBS 1TV 《가요무대》 초대가수 <첫사랑의 화원>
- 2015.05.04. KBS 1TV 《가요무대》 초대가수 <울릉도 트위스트>
- 2015.06.08. KBS 1TV 《가요무대》 초대가수 <별들에게 물어봐>
- 2015.07.13. KBS 1TV 《가요무대》 초대가수 <연안부두>
- 2015.08.17. KBS 1TV 《가요무대》 초대가수 <떠나야 할 그 사람>
- 2015.10.12. KBS 1TV 《가요무대》 초대가수 <가을 편지>
- 2016.01.11. KBS 1TV 《가요무대》 초대가수 <서울의 아가씨>
- 2016.02.01. KBS 1TV 《가요무대》 초대가수 <나는 열일곱 살>
- 2016.03.21. KBS 1TV 《가요무대》 초대가수 <오빠는 풍각쟁이>
- 2016.04.11. KBS 1TV 《가요무대》 초대가수 <아리랑 낭랑>
- 2016.05.16. KBS 1TV 《가요무대》 초대가수 <소양강 처녀>
- 2016.07.04. KBS 1TV 《가요무대》 초대가수 <만리포 사랑>
- 2016.08.01. KBS 1TV 《가요무대》 초대가수 <낭랑 18세>
- 2016.10.17. KBS 1TV 《가요무대》 초대가수 <코스모스 피어 있는 길>
- 2016.11.28. KBS 1TV 《가요무대》 초대가수 <날 보러 와요>
- 2017.01.09. KBS 1TV 《가요무대》 초대가수 <노란 셔츠의 사나이>
- 2017.05.22. KBS 1TV 《가요무대》 초대가수 <즐거운 목장>
- 2017.10.30. KBS 1TV 《가요무대》 초대가수 <호반의 벤치>
- 2018.02.26. KBS 1TV 《가요무대》 초대가수 <여고 졸업반>
- 2018.05.07. KBS 1TV 《가요무대》 초대가수 <서울야곡>
- 2018.09.10. KBS 1TV 《가요무대》 초대가수 <소낙비>
- 2018.12.24. KBS 1TV 《가요무대》 초대가수 <식사하셨어요>
- 2019.06.17. KBS 1TV 《가요무대》 초대가수 <노래하며 춤추며>
- 2019.11.04. KBS 1TV 《가요무대》 초대가수 <가을을 남기고 간 사랑>
- 2020.01.06. KBS 1TV 《가요무대》 초대가수 <백만송이 장미>
- 2020.02.10. KBS 1TV 《가요무대》 초대가수 <눈이 내리네>
- 2020.07.13. KBS 1TV 《가요무대》 초대가수 <하와이 연정>
- 2020.08.31. KBS 1TV 《가요무대》 초대가수 <내꺼 해줘요>
- 2020.09.28. KBS 1TV 《가요무대》 초대가수 <초우>
- 2020.10.19. KBS 1TV 《가요무대》 초대가수 <사랑은 차가운 유혹>
- 2020.11.09. KBS 1TV 《가요무대》 초대가수 <J에게>
- 2020.12.14. KBS 1TV 《가요무대》 초대가수 <과거는 흘러갔다>
- 2021.01.18. KBS 1TV 《가요무대》 1685회, <사랑밖엔 난 몰라>
- 2021.03.01. KBS 1TV 《가요무대》 1691회, <나 항상 그대를>
- 2021.05.17. KBS 1TV 《가요무대》 1702회, <만남>
- 2021.06.14. KBS 1TV 《가요무대》 1705회- 가요 르네상스 1960, 초대가수 <님아>(펄시스터즈)
- 2021.08.30. KBS 1TV 《가요무대》 1714회 '8월의 신청곡', <무니맘보>(이광조)
- 2021.09.27. KBS 1TV 《가요무대》 1718회 '9월의 신청곡', <노래하며 춤추며>(계은숙)
- 2021.11.29. KBS 1TV 《가요무대》 1727회 '11월 신청곡', 〈유혹〉
- 2022.01.03. KBS 1TV 《가요무대》 1732회 '새 희망 새 출발', 〈꿈을 먹는 젊은이〉
- 2022.04.25. KBS 1TV 《가요무대》 1747회 '4월 신청곡', 〈해운대 엘레지〉(손인호)
- 2022.10.10. KBS 1TV 《가요무대》 1769회 '사랑의 추억', 〈잊으리〉(이승연)
- 2023.01.16. KBS 1TV 《가요무대》 1782회 '희망 2023', 〈일어나〉(김광석)
- 2023.03.13. KBS 1TV 《가요무대》 1790회 '색(色)',〈분홍 립스틱〉(강애리자)
- 2023.09.25. KBS 1TV 《가요무대》 1817회 '인천상륙작전 73주년',〈향기 품은 군사우편〉(유춘산)

#### <전국 TOP10 가요쇼>
- 2017.11.18. UBC 《전국 TOP 10 가요쇼》 679회 초대가수
- 2019.06.01. UBC 《전국 TOP 10 가요쇼》 759회 초대가수
- 2019.06.26. JTV 《전국 TOP 10 가요쇼》 초대가수
- 2019.08.18. JTV 《전국 TOP 10 가요쇼》 초대가수
- 2020.01.18. JTV 《전국 TOP 10 가요쇼》 스페셜 - 초대가수 <레디 큐(Ready Q)>
- 2020.02.19. JTV 《전국 TOP 10 가요쇼》 초대가수
- 2020.04.25. JTV 《전국 TOP 10 가요쇼》 799회 초대가수 <레디 큐(Ready Q)>
- 2020.06.27. JTV 《전국 TOP 10 가요쇼》 영 트로트 퍼레이드 1편 -  초대가수 <레디 큐(Ready Q)> 771회
- 2021.10.09. G1방송 《전국 TOP10 가요쇼》 제2편(866회) '동해 무릉 별유천지 2부', <내꺼해줘요>,<식사하셨어요>,<레디큐>
- 2022.01.08. G1방송 《전국 TOP 10 가요쇼》 878회 (소금산 그랜드밸리), 초대가수 〈Autumn Leaves〉남진X조정민
- 2022.05.07. G1방송 《전국 TOP 10 가요쇼》 892회 (삼척해수욕장), 초대가수 〈발목을 잡지마〉,〈레디큐〉,〈식사하셨어요〉

#### KBS 2TV <불후의 명곡>
- 2021.03.20. KBS 2TV 《불후의 명곡2 - 전설을 노래하다》 '트롯 전국체전 리벤지 특집 I', 스페셜명곡판정단
- 2021.03.27. KBS 2TV 《불후의 명곡2 - 전설을 노래하다》 '트롯 전국체전 리벤지 특집 II', 스페셜명곡판정단
- 2021.04.17. KBS 2TV 《불후의 명곡2 - 전설을 노래하다》 '트롯 전국체전 코치 선수 대항전 1부', <10 MINUTES>(이효리)

#### MBC충북 <더트로트>
- 2019.08.28. MBC충북 《더트로트》, <레디큐>
- 2019.09.09. MBC충북 《더트로트》, <애수> 진시몬X조정민
- 2021.02.04. MBC충북 《더트로트》, <밤안개>
- 2021.02.18. MBC충북 《더트로트》, <앉으나 서나 당신 생각>
- 2021.02.25. MBC충북 《더트로트》, <아파트>
- 2021.03.04. MBC충북 《더트로트》, <동백 아가씨>
- 2021.03.11. MBC충북 《더트로트》, <섬마을 선생님>
- 2021.03.18. MBC충북 《더트로트》, <울릉도 트위스트>
- 2021.04.15. MBC충북 《더트로트》, <기타부기>
- 2021.05.06. MBC충북 《더트로트》, <허공>
- 2021.05.13. MBC충북 《더트로트》, <연락선은 떠난다>
- 2021.06.03. MBC충북 《더트로트》, <휘파람을 불며>
- 2021.06.10. MBC충북 《더트로트》 '조정민의 [트롯 큐]' 진행, <보랏빛 엽서>

## 라디오
- 2022.01.31. TBS 《최일구의 허리케인 라디오》 '점심먹고 디저트 쇼 - 나는 싱어다', 〈발목을 잡지마〉,〈레디 큐〉
- 2022.02.07. ~ 05.24. TBS 《최일구의 허리케인 라디오》 '손님온다 오서옵SHOW!', 고정 게스트
- 2022.04.13. TBN 경인교통방송 《TBN차차차》,오프닝〈레디 큐〉,〈하루가〉,〈내꺼 해줘요〉,〈발목을 잡지마〉,엔딩〈식사하셨어요〉
- 2023.05.29.  TBS FM 《최일구의 허리케인 라디오》 '점심먹고 디저트쇼, 나는 가수다', 게스트
- 2023.05.29. TBS FM 《최일구의 허리케인 라디오》 '점심먹고 디저트쇼! 나는 가수다', 조정민 & 윤지영, 〈타이밍〉,〈평행선〉,클로징〈내게로 와〉

## 뉴스 보도
- 2019.01 남성잡지 《맥심(MAXIM)》 1월호, New Year New Wave - '트로트 여신 조정민'
- 2021.01.08. MBN 《뉴스파이터》 뉴스파이터-차세대 '트로트 퀸'들의 롤 모델…누구? - 조정민/최진희, 설하윤/장윤정

## 드라마, 영화
- 2015년 웹드라마 《처음의 시작》, 윤희 역[18][19]
- 2016년 웹드라마 《뷰티살롱 M》, 미지 역[20]
- 2017년 웹드라마 《뷰티살롱 M|마스크》, 지니 역[21]
- 2020년 영화《요가학원: 죽음의 쿤달리니》, 미연 역[22]

## 뮤지컬
- 2022.05.13. ~ 2022.08.07 《볼륨업》 (서울숲 갤러리아포레), 정채은 역[23]
- 2022.09.02. ~ 2023.01.08. 《볼륨업》(서울숲 씨어터 1관)
- 2025.06.12-13《헤어드레서》(홍천문화예술회관) 최예화 역(주연)
- 2025.06.25《헤어드레서》(평창문화예술회관) 최예화 역(주연)
- 2025.06.28. 뮤지컬 《헤어드레서 - 양산》 (양산문화예술회관), 최예화 역(주연)

## 공연
- 2016.05.01. 《2016 쎄시봉 친구들 콘서트》(올림픽공원 올림픽홀)
- 2016.05.07. 《2016 쎄시봉 친구들 콘서트 - 인천》(인천종합문화예술회관 대공연장)
- 2016.05.28. 《2016 쎄시봉 친구들 콘서트 - 부산》(벡스코오디토리움)
- 2016.06.04. 《2016 드림콘서트》(서울월드컵경기장)
- 2018.11.17. 《‘조항조, 금잔디, 조정민’ 트로트열전 - 연천》(연천수레울아트홀 대공연장)
- 2018.12.29. 《서울마리나와 함께하는 사랑 나눔 연말 콘서트》(서울마리나 2층 연회장)
- 2019.08.30. ~ 2019.09.13. 《찾아가는 평화콘서트 in 알펜시아 - 평창》(알펜시아 리조트 야외 특설무대)
- 2019.08.02. ~ 2019.08.03. 《2019 평창평화 뮤직 페스티벌》(평창올림픽스타디움 특설무대)
- 2019.12.25. 《조정민 2019 크리스마스 디너쇼》(그랜드 하얏트 그랜드 볼룸)
- 2021.09.30. ~ 2021.10.02.《MU:CON 2021》(온라인)
- 2022.02.19. 《트롯페스타 - 대구》(EXCO)
- 2022.02.26. 《트롯페스타 - 부산》(벡스코 오디토리움)
- 2022.06.19. 《제1회 드림콘서트 트롯》 (잠실올림픽주경기장/온라인),〈발목을 잡지마〉
- 2022.12.25. 《2022 조정민 디너콘서트》 (그랜드워커힐서울비스타홀)
- 2023.10.28. 《思い出の世界へ(추억의 세계로)》(일본 MINDAN SKY HALL), 설운도, 남진, 조정민

## 모델
- 2019년 1월 남성잡지 《맥심(MAXIM)》 1월호 표지모델[24]
- 2020년 (주)썬가드 광학 《빈체로(Vincero)》 모델[25]
- 2021년 덴마크 브랜드 《마테우스》 메인모델[26]
- 2022.07.09. (주)에그페이 《캐디페이》 홍보모델[27]

## MC, DJ
- 2021년 MBC충북 《더 트로트》고정 MC[28]
- 2025.01.20. ~  MBN 《한번더 체크타임》 MC

## 수상
- 2015년 《제23회 대한민국문화연예대상》 성인가요부문 신인상[29]
- 2016년 《한국을 빛낸 자랑스런 한국인 대상》 기자가 선정한 라이브 최고 인기가수 대상[30]
- 2016년 《MBC가요베스트 대제전》 신인상[31]
- 2017년 《베스트가요쇼 대축제》 신인상[32][33]
- 2017년 《2017 대한민국 자랑스러운 한국인 대상》신인가수상[34][35]
- 2018년 《가요TV 뮤직 어워즈》 우수가수상[36][37]
- 2018년 《제8회 대한민국한류대상》 해외 라이징스타상[38]
- 2019년 《제7회 대한민국마케팅대상》 내일의 스타상[39]
- 2019년 《팝켓 아시아 뮤직 어워드》 인기상[40]
- 2025.08.10. 《SBS 트롯뮤직어워즈》 핫퍼포머상[41]

## 학력
- 계원예술고등학교 음악과(피아노 전공) 졸업[42]
- 국민대학교 예술대학 음악학부(피아노 전공) 학사[43]

## 경력
- 2015.10.21. 광진경찰서 《경찰의 날》 명예 홍보대사[44]
- 2021.08.04. 남양주시 홍보대사[45]
- 2022.05.26. 해양경찰청 홍보대사[46]
- 2022.06.29. 대한민국육군협회 홍보대사[47]
- 2022.11.11. 제43회 서울무용제 홍보대사[48][49]
- 2025.07.18. 서울도봉경찰서 홍보대사[50][51]

## 가온 뮤직 차트

### BGM 차트
- 2020년 34주차(종합) 50위 〈내꺼해줘요〉

### 앨범 차트
- 2016년 8주차(종합) 70위 《Superman》

## 기타
- 신체: 키 170cm, 체중 52kg, 발사이즈 245mm, 혈액형 A형
- MBTI : INFJ
- 좋아하는 야구팀 : 삼성라이온즈
- 즐겨하는 운동 : 골프, 휘트니스